# Centronaxa
Centronaxa là một chi bướm đêm thuộc họ Geometridae.

## Các loài
- Centronaxa contraria
- Centronaxa margaritaria
- Centronaxa montanaria
- Centronaxa orthostigialis